# Lijst van voetbalinterlands Italië - Paraguay
Deze lijst van voetbalinterlands is een overzicht van alle officiële voetbalwedstrijden tussen de nationale teams van Italië en Paraguay. De landen speelden tot op heden drie keer tegen elkaar. De eerste ontmoeting, een groepswedstrijd tijdens het Wereldkampioenschap voetbal 1950, werd gespeeld in São Paulo (Brazilië) op 2 juli 1950. Het laatste duel, een groepswedstrijd tijdens het Wereldkampioenschap voetbal 2010, vond plaats op 14 juni 2010 in Kaapstad (Zuid-Afrika).

## Wedstrijden
| № | Plaats    | Datum         | Competitie        | Wedstrijd         | Uitslag |
| - | --------- | ------------- | ----------------- | ----------------- | ------- |
| 1 | São Paulo | 2 juli 1950   | WK 1950           | Italië – Paraguay | 2 – 0   |
| 2 | Parma     | 22 april 1998 | Vriendschappelijk | Italië – Paraguay | 3 – 1   |
| 3 | Kaapstad  | 14 juni 2010  | WK 2010           | Paraguay – Italië | 1 – 1   |

## Samenvatting
| Competitie        | Totaal gespeeld | Winst Italië | Gelijk | Winst Paraguay | Doelsaldo Italië – Paraguay |
| ----------------- | --------------- | ------------ | ------ | -------------- | --------------------------- |
| WK-eindronde      | 2               | 1            | 1      | 0              | 3 − 1                       |
| Vriendschappelijk | 1               | 1            | 0      | 0              | 3 − 1                       |
| Totaal            | 3               | 2            | 1      | 0              | 6 − 2                       |

## Details

### Eerste ontmoeting
| WK 1950 (São Paulo, Brazilië, 2 juli 1950): |              | |
| Italië | 2 – 0        | Paraguay |
| Riccardo Carapellese 12' Egisto Pandolfini 62' | goals        | |
| Technische commissie | bondscoach   | Manuel Fleitas Solich |
| Giuseppe Moro Ivano Blason Zeffiro Furiassi Osvaldo Fattori Leandro Remondini Giacomo Mari Ermes Muccinelli Egisto Pandolfini Amedeo Amadei Gino Cappello Riccardo Carapellese | opstellingen | Marcelino Vargas Alberto González Casiano Céspedes Manuel Gavilán Castor Cantero Victoriano Leguizamón Atilio López César López Fretes Darío Jara Saguier Enrique Avalos Leongino Unzain |
| - Debuut van Ivano Blason (US Triestina), Leandro Remondini (Lazio Roma) en Egisto Pandolfini (Fiorentina) voor Italië.                                                        |              | |

### Tweede ontmoeting
| Vriendschappelijk (Parma, Italië, 22 april 1998): |              | |
| Italië | 3 – 1        | Paraguay |
| Paolo Maldini 4' Francesco Moriero 17' Francesco Moriero 68' | goals        | 61' (e.d.) Alessandro Costacurta |
| Cesare Maldini | bondscoach   | Paulo César Carpeggiani |
| Angelo Peruzzi 46' Fabio Cannavaro Paolo Maldini Alessandro Costacurta Alessandro Nesta 55' Dino Baggio Demetrio Albertini Francesco Moriero Roberto Di Matteo 46' Christian Vieri 55' Alessandro Del Piero 73' | opstellingen | José Luis Chilavert Pedro Sarabia Carlos Gamarra Ricardo Rojas Francisco Arce Julio César Enciso 46' Edgar Aguilera Denis Caniza 80' César Ramírez Miguel Benítez Roberto Acuña |
| Gianluigi Buffon 46' Luigi Di Biagio 46' Luigi Sartor 55' Pierluigi Casiraghi 55' Fabrizio Ravanelli 73' | wissels      | 46' Hugo Brizuela 80' Julio César Yegros |
| Demetrio Albertini | gele kaarten | Julio César Enciso Ricardo Rojas |
| - Debuut van Luigi Sartor (Inter Milaan) voor Italië. |              | |

### Derde ontmoeting
| WK 2010 (Kaapstad, Zuid-Afrika, 14 juni 2010): |              | |
| Italië | 1 – 1        | Paraguay |
| Daniele De Rossi 63' | goals        | 39' Antolín Alcaraz |
| Marcello Lippi | bondscoach   | Gerardo Martino |
| Gianluigi Buffon 45' Domenico Criscito Giorgio Chiellini Fabio Cannavaro Daniele De Rossi Simone Pepe Vincenzo Iaquinta Alberto Gilardino 72' Claudio Marchisio 59' Gianluca Zambrotta Riccardo Montolivo | opstellingen | Justo Villar Claudio Morel Carlos Bonet Enrique Vera Paulo da Siva Víctor Cáceres Cristian Riveros 60' Aureliano Torres 68' Nelson Valdez 76' Lucas Barrios Antolín Alcaraz |
| Federico Marchetti 45' Mauro Camoranesi 59' Antonio Di Natale 72' | wissels      | 60' Jonathan Santana 68' Roque Santa Cruz 76' Óscar Cardozo |
| Mauro Camoranesi 70' | gele kaarten | 62' Víctor Cáceres |

FIGC · A-internationals · Selecties · Bondscoaches · Italiaans vrouwenelftal · Olympisch elftal · Italië U21 · Italië U20 · Italië U19 · Italië U18 · Italië U17 · Italië U16 · Vrouwen U17
1910 – 1919 ·
1920 – 1929 ·
1930 – 1939 ·
1940 – 1949 ·
1950 – 1959 ·
1960 – 1969 ·
1970 – 1979 ·
1980 – 1989 ·
1990 – 1999 ·
2000 – 2009 ·
2010 – 2019 ·
2020 − 2029
EK's: 1968 · 
1980 · 
1988 · 
1996 · 
2000 · 
2004 · 
2008 · 
2012 · 
2016 ·
2020 ·
2024
WK's: 1934 · 
1938 · 
1950 · 
1954 · 
1962 · 
1966 · 
1970 · 
1974 · 
1978 · 
1982 · 
1986 · 
1990 · 
1994 · 
1998 · 
2002 · 
2006 · 
2010 · 
2014
OS: 1912 · 
1920 · 
1924 · 
1928 · 
1936 · 
1948 · 
1952 · 
1960 · 
1984 · 
1988 · 
1992 · 
1996 · 
2000 · 
2004 · 
2008
1911 · 
1912 · 
1913 · 
1914 · 
1915 · 
1916 · 1917 · 1918 · 1919 · 
1920 · 
1921 · 
1922 · 
1923 · 
1924 · 
1925 · 
1926 · 
1927 · 
1928 · 
1929 · 
1930 · 
1931 · 
1932 · 
1933 · 
1934 · 
1935 · 
1936 · 
1937 · 
1938 · 
1939 · 
1940 · 
1941 · 
1942 · 
1943 · 1944 · 
1945 · 
1946 · 
1947 · 
1948 · 
1949 · 
1950 · 
1952 · 
1952 · 
1953 · 
1954 · 
1955 · 
1956 · 
1957 · 
1958 · 
1959 · 
1960 · 
1961 · 
1962 · 
1963 · 
1964 · 
1965 · 
1966 · 
1967 · 
1968 · 
1969 · 
1970 · 
1971 · 
1972 · 
1973 · 
1974 · 
1975 · 
1976 · 
1977 · 
1978 · 
1979 · 
1980 · 
1981 · 
1982 · 
1983 · 
1984 · 
1985 · 
1986 · 
1987 · 
1988 · 
1989 · 
1990 ·
1991 · 
1992 · 
1993 · 
1994 · 
1995 · 
1996 · 
1997 · 
1998 · 
1999 · 
2000 · 
2001 · 
2002 · 
2003 · 
2004 · 
2005 · 
2006 · 
2007 · 
2008 · 
2009 · 
2010 · 
2011 · 
2012 · 
2013 · 
2014 · 
2015 · 
2016 · 
2017 ·
2018 ·
2019 ·
2020 ·
2021 ·
2022 ·
2023 ·
2024
Albanië ·
Algerije ·
Argentinië ·
Armenië ·
Australië ·
Azerbeidzjan ·
België ·
Bosnië en Herzegovina ·
Brazilië ·
Bulgarije ·
Canada ·
Chili ·
China ·
Costa Rica ·
Cyprus ·
DDR ·
Denemarken ·
Duitsland ·
Ecuador ·
Egypte ·
Engeland ·
Estland ·
Faeröer ·
Finland ·
Frankrijk ·
Georgië ·
Ghana ·
Griekenland ·
Haïti ·
Hongarije ·
Ierland ·
IJsland ·
Israël ·
Ivoorkust ·
Japan ·
Joegoslavië ·
Kameroen ·
Kroatië ·
Liechtenstein · 
Litouwen ·
Luxemburg ·
Malta ·
Marokko ·
Mexico ·
Moldavië ·
Montenegro ·
Nederland ·
Nieuw-Zeeland ·
Nigeria ·
Noord-Ierland ·
Noord-Korea ·
Noord-Macedonië ·
Noorwegen ·
Oekraïne ·
Oostenrijk ·
Paraguay ·
Peru ·
Polen ·
Portugal ·
Roemenië ·
Rusland ·
San Marino ·
Saoedi-Arabië ·
Schotland ·
Servië ·
Servië en Montenegro ·
Slovenië ·
Slowakije ·
Sovjet-Unie ·
Spanje ·
Tsjechië ·
Tsjecho-Slowakije ·
Tunesië ·
Turkije ·
Uruguay ·
Venezuela ·
Verenigde Staten ·
Wales ·
Wit-Rusland ·
Zuid-Afrika ·
Zuid-Korea ·
Zweden ·
Zwitserland
Argentinië (1982) · 
Australië (2006) · 
België (2016) · 
België (2021) · 
Brazilië (1970) · 
Brazilië (1982) · 
Brazilië (1994) · 
Costa Rica (2014) · 
Duitsland (2006) · 
Duitsland (2012) · 
Engeland (2012) ·
Engeland (2014) ·
Engeland (2021) ·
Frankrijk (2000) · 
Frankrijk (2006) · 
Frankrijk (2008) · 
Ghana (2006) · 
Hongarije (1938) · 
Ierland (2012) · 
Joegoslavië (1968) · 
Kameroen (1982) · 
Kroatië (2012) · 
Nederland (2008) · 
Nieuw-Zeeland (2010) · 
Oekraïne (2006) · 
Oostenrijk (2021) · 
Paraguay (2010) · 
Peru (1982) · 
Polen (1982, 1) · 
Polen (1982, 2) · 
Roemenië (2008) · 
Spanje (2008) ·
Spanje (2012, 1) ·
Spanje (2012, 2) ·
Spanje (2016) ·
Spanje (2021) ·
Tsjechië (2006) · 
Turkije (2021) · 
Uruguay (2014) · 
Verenigde Staten (2006) · 
Wales (2021) · 
West-Duitsland (1982) · 
Zweden (2016) · 
Zwitserland (2021)
APF · A-internationals · Selecties · Bondscoaches · Paraguayaans vrouwenelftal · Paraguay U21 · Paraguay U20 · Paraguay U19 · Paraguay U18 · Paraguay U17
1919 – 1929 · 
1930 – 1939 · 
1940 – 1949 · 
1950 – 1959 · 
1960 – 1969 · 
1970 – 1979 · 
1980 – 1989 · 
1990 – 1999 · 
2000 – 2009 · 
2010 – 2019 ·
2020 − 2029
WK 1930 · 
WK 1950 · 
WK 1958 · 
WK 1986 · 
WK 1998 · 
WK 2002 · 
WK 2006 · 
WK 2010
OS 1992 · 
OS 2004
1919 · 
1920 · 
1921 · 
1922 · 
1923 · 
1924 · 
1925 · 
1926 · 
1927 · 
1928 · 
1929 · 
1930 · 
1931 · 
1932–1936 · 
1937 · 
1938 · 
1939 · 
1940 · 
1941 · 
1942 · 
1943 · 
1944 · 
1945 · 
1946 · 
1947 · 
1948 · 
1949 · 
1950 · 
1951–1952 · 
1953 · 
1954 · 
1955 · 
1956 · 
1957 · 
1958 · 
1959 · 
1960 · 
1961 · 
1962 · 
1963 · 
1964 · 
1965 · 
1966 · 
1967 · 
1968 · 
1969 · 
1970 · 
1971 · 
1972 · 
1973 · 
1974 · 
1975 · 
1976 · 
1977 · 
1978 · 
1979 · 
1980 · 
1981 · 
1982 · 
1983 · 
1984 · 
1985 · 
1986 · 
1987 · 
1988 · 
1989 · 
1990 · 
1991 · 
1992 · 
1993 · 
1994 · 
1995 · 
1996 · 
1997 · 
1998 · 
1999 · 
2000 · 
2001 · 
2002 · 
2003 · 
2004 · 
2005 · 
2006 · 
2007 · 
2008 · 
2009 · 
2010 · 
2011 · 
2012 · 
2013 · 
2014 · 
2015 · 
2016 ·
2017 ·
2018 ·
2019 ·
2020 ·
2021 ·
2022
Argentinië ·
Armenië ·
Australië ·
Bahrein ·
België ·
Bolivia ·
Bosnië en Herzegovina · 
Brazilië ·
Bulgarije ·
Canada ·
Chili ·
China ·
Colombia ·
Costa Rica ·
Denemarken ·
Duitsland ·
Ecuador ·
El Salvador ·
Engeland ·
Frankrijk ·
Georgië ·
Griekenland ·
Guadeloupe ·
Guatemala ·
Honduras ·
Hongarije ·
Hongkong ·
Ierland ·
Indonesië ·
Irak ·
Iran ·
Italië ·
Ivoorkust ·
Jamaica ·
Japan ·
Joegoslavië ·
Jordanië ·
Kameroen ·
Marokko ·
Mexico ·
Nederland ·
Nicaragua ·
Nieuw-Zeeland ·
Nigeria ·
Noord-Korea ·
Noord-Macedonië ·
Noorwegen ·
Oman ·
Oostenrijk ·
Panama ·
Peru ·
Polen ·
Portugal ·
Qatar ·
Roemenië ·
Saoedi-Arabië ·
Schotland ·
Servië ·
Slovenië ·
Slowakije ·
Spanje ·
Togo ·
Trinidad en Tobago ·
Tsjechië ·
Turkije ·
Uruguay ·
Venezuela ·
Verenigde Arabische Emiraten ·
Verenigde Staten ·
Wales ·
Zuid-Afrika ·
Zuid-Korea ·
Zweden
Engeland (2006) · 
Italië (2010) · 
Slovenië (2002) · 
Spanje (2002) · 
Trinidad en Tobago (2006) · 
Zuid-Afrika (2002) · 
Zweden (2006)